# Hughes Range
Die Hughes Range ist ein 72 km langer und massiger Gebirgszug in der antarktischen Ross Dependency. Im Königin-Maud-Gebirge erstreckt er sich östlich des Canyon-Gletschers vom Zusammenfluss des Brandau- und Keltie-Gletschers im Süden bis zum Giovinco-Piedmont-Gletscher im Norden. Er besteht aus sechs exponierten Berggipfeln, von denen Mount Kaplan mit 4230 m der höchste ist. 
Entdeckt wurde er durch den US-amerikanischen Polarforscher Richard Evelyn Byrd während des Fluges zum Südpol am 29. November 1929 im Rahmen seiner ersten Antarktisexpedition (1928–1930). Das Advisory Committee on Antarctic Names benannte den Gebirgszug 1962 auf Byrds Wunsch nach Charles Evans Hughes (1862–1948), US-Außenminister und später Vorsitzender Richter am Obersten Gerichtshof der Vereinigten Staaten, der Byrd beratend zur Seite gestanden hatte.